# Crownear
Кронер, он же Crownear (позднее Crow Near Me, Kroner) — московский прогрессив-трэш-фанк-метал коллектив, существовавший с 1987 по 1998 год.

## История

### «Кронер». Становление. Ранние записи
В 1987 году благодаря инициативе Роберта Остролуцкого создается группа «Кронер» в составе: Роберт Остролуцкий — гитара, вокал, Евгений Кустов — барабаны, Андрей Гришин — бас.
В конце 1987 года место басиста занимает Александр Крылов, до этого игравший в техно-трэш-группе «Аспид». Виртуозная бас-гитарная игра Крылова сразу же становится визитной карточкой «Кронера». Коллектив быстро делает англоязычную программу и 23 апреля 1988 года «Кронер» дает свой первый концерт в ДК «Дукат» вместе с группами «Адаптер» и «Мафия». В то время участники коллектива находились под влиянием хардкора и играли весьма сложную музыку с большим количеством сменяющихся музыкальных тем.
Летом 1988 «Кронер» вступает в Московскую рок-лабораторию, продолжая эксперименты с музыкальными стилями.
В 1988 году «Кронер» записывает свой первый магнитоальбом из семи песен в стиле трэш-метал. Начинается активная концертная деятельность. Благодаря знакомству Александра Крылова с вокалистом и гитаристом Сергеем «Боровом» Высокосовым («Коррозия металла»), группа получает возможность выступать в том числе и на больших концертах, организованных «Корпорацией тяжелого рока» под названиями «Железный марш» и «Трэш, твою мать».
В результате активных выступлений и оригинальных музыкальных экспериментов к 1989 году группа обретает большую популярность и стабильно занимает место в так называемом «втором эшелоне» групп тяжелого рока. Барабанщика Евгения Кустова сменяет Евгений Карпенко.
В 1990 на студии «Black Bird» записывается второй магнитоальбом «Кронера». На этом альбоме группа демонстрировала отход от чистой трэш-метал-стилистики в сторону смешения самых различных стилей (на магнитоальбоме можно услышать элементы фанка и джаз-рока), что в то время было необычно и свежо.

### «Crownear». «Классический» состав. Альбом «Full Moon Fever».
В 1990 году группа переименовывается в созвучное русскому, англоязычное название «Crownear». Роберт Остролуцкий берет себе псевдоним «Crow».
В группу пробуется барабанщица Ирина «Шейла» Назарова. С её участием группа дает один неудачный концерт в кинотеатре «Комсомолец», после чего на место барабанщика приходит Андрей «Абрак» Образцов из группы «Дед Пихто».
«Crownear» обретает свой, считающийся «классическим», состав:
- Роберт Остролуцкий «Crow Robert» — вокал, гитара
- Александр Крылов «Alex Asp» — бас
- Андрей Образцов «Abrac» — барабаны

После очередного успешного выступления в Зелёном театре Парка Горького «Crownear» получает предложение от лейбла SNС (Центр Стаса Намина) о записи дебютного альбома. Пластинка «Full Moon Fever» записывается в августе 1991 года, но в связи с путчем ГКЧП её выпуск задерживается до 1992 года. После первого, быстро разошедшегося тиража, альбом затем несколько раз переиздается лейблом SNС.
В записи пластинки принимает также участие гитарист Александр Бодров (ныне «Жуки»).
«Full Moon Fever» содержал лучшие песни «Crownear» за период 1988—1991 годов, записанные в качестве и новых аранжировках:
SIDE I

1. Gay ForoBundo (Asp/Crow) ‘88

2. Muscle Brains (Crow) ‘90

3. Crazy Girl (Asp/Crow)’90

4. Lucky Winner (Asp/Crow) ‘89

5. Die But Stay Alive (Crow) ’91

SIDE II

1. Full Moon Fever (Asp) ‘91

2. Midnight Leader (Crow) ‘89

3. My Friend «Borow» (Crow) ‘89

4. ……Furer………(Asp) ‘90

5. Just One-Night Stand (Asp/Crow) ‘90

В работе группы все отчетливей слышатся влияния «Faith No More» и «Mind Funk». Между тем, однако, «Full Moon Fever» — самодостаточная и оригинальная пластинка. 

«Итак, что такое Кронер образца 1992 года? Первое и самое главное — басист Крылов, или точнее сказать, техника его игры. Это первое, что бросается в глаза и не расстается с вами на протяжении всего альбома».— Журнал ROCK CITY, № 4 1992
В 1991 году компания Бориса Зосимова «BIZ Enterprises» проявляет интерес к «Crownear». Под эгидой «BIZ Enterprises» группа выступает на больших шоу «Thrash’em All» и «Монстры рока СССР». Параллельно также продолжаются выступления на стадионных фестивалях «Железный марш» организуемых «Корпорацией тяжелого рока» и активные гастрольные поездки по стране. 

Группа приближается по статусу к «первому эшелону» российских «тяжелых» групп.
В 1992 году специально для винилового сборника «Железный марш-1» записывается песня «Mixed Blood», а в 1993 эта же композиция выходит на CD-сборнике «Metal From Russia». На фестивале «Железный марш-5» на эту композицию снимается видеоклип. Готовится программа для новой пластинки «Crownear».

### Раскол. «Crow Near Me». «Кронер» альбом «Zombie Television»
Летом 1993 года после гастролей в Уфе, вследствие личных разногласий с Робертом Остролуцким из группы уходят басист Александр Крылов и барабанщик Андрей Образцов. Образцов присоединяется к группе «Rattle Shake». А Крылов вместе с гитаристом Александром Бодровым создает прогрессив-фанк-джаз-рок проект «Саши», который позже трансформируется в «Плющ».
Оставшись один, Роберт Остролуцкий меняет название группы на «Crow Near Me» и набирает новый состав: Андрей Чернигин — бас и Аркадий Людвиполь — ударные. В таком составе группа репетирует уже готовую программу «Unpacific», и начинает выступать на фестивалях «Железный марш», а также в клубах «Voyage», «Sexton FOZD». «Alyabieff», «R-Club».
Вскоре в группе появляется четвёртый музыкант — Костя «Реклес» (экс «33») — гитара, кларнет. На студии SNС «Crow Near Me» приступает к записи нового материала, под рабочим названием «Unpacific». Работа над альбомом затягивается на 2 года. Уходит Аркадий Людвиполь. На его место приходит первый барабанщик «Кронера» Евгений Кустов.
В 1995 году Роберт Остролуцкий возвращает группе её изначальное, русскоязычное название «Кронер». 

Под названием «Кронер» в 1995 году на SNC выходит альбом группы, по настоянию лейбла вместо «Unpacific» названный «Zombie Television»:
01. Acid Diethylamide

02. Make Up Your Mind

03. Dead Man Is Walking

04. My Obsession

05. Under The Wheels Of Fire

06. Epos Of Shit

07. Lonely

08. Mist Of Reality

09. In The Perfect Sky

10. Mixed Blood

11. Zombie Television

12. Invisible

В отличие от «Full Moon Fever», бывшего фактически сборником лучших вещей, пластинка «Zombie Television» обладала более цельным и зрелым звучанием. Вместе с тем в ней ещё больше чувствовалось влияние на Роберта Остролуцкого групп «Faith No More» и «Mr. Bungle». Однако из-за долгого студийного процесса Роберт, к моменту выпуска «Zombie Television» теряет к альбому интерес: «Мы слишком долго сидели в студии, и мне надоели и наши песни, и бесконечная работа».
Две песни «Кронера» с «Zombie Television» выходят на сборных альбомах: «Dead Man Is Walking» на сборнике «Железный марш-3» и «In The Perfect Sky» на диске «Русские металлические баллады-2».

### «Kroner». Прекращение существования.
Дальнейшая деятельность группы слабо напоминает её предыдущее творчество. Роберта Остролуцкого начинают привлекать авангардные, театрализованные формы творчества и он фактически использует старое название для своих поисков и экспериментов. Правда, название вновь видоизменяется. Теперь группа называется «Kroner».
«Kroner» участвует в различных концертах с новой программой, основанной на альбоме «Zombie Television», но трансформируя его песни до неузнаваемости. Выступления напоминают эпатажный нойз-арт-перфоманс. Саунд группы кардинально меняется, а концерты преисполнены мрачностью и истерией.
Состав группы также претерпевает изменение. На начало 1995 года в неё входят: Роберт Остролуцкий — гитара/вокал, Артур Остролуцкий — вокал/эффекты из железа, Андрей Чернигин — бас, Владимир Епифанцев — вокал, Сергей «Блудный» Подрезенко — ударные.
Начинается работа над новым альбомом, но в конце 1996 года Роберт Остролуцкий, следуя своим новым устремлениям, создает проект «Собаки Табака», и в 1998 году «Kroner» прекращает своё существование.

## Состав
- 1987—1998 — Роберт Остролуцкий: вокал, гитара
- 1987 — Андрей Гришин: бас-гитара
- 1987—1993 — Александр Крылов: бас-гитара
- 1987—1989, 1994—1995 — Евгений Кустов: барабаны
- 1989—1990 — Евгений Карпенко ЮДЖИН: барабаны (в наст.время сольный проект ЮДЖИН)
- 1990—1993 — Андрей Образцов: барабаны (умер в мае 2025 г.)
- 1993—1998 — Андрей Чернигин: бас-гитара (умер в 2016 году)
- 1993—1994 — Аркадий Людвиполь: барабаны
- 1994—1995 — Костя «Реклес»: гитара, кларнет
- 1995—1998 — Владимир Епифанцев: вокал, шоу
- 1995—1998 — Артур Остролуцкий: вокал, звуковые эффекты
- 1995—1998 — Сергей «Блудный» Подрезенко: барабаны

### Сессионные участники
- 1991 — Александр Бодров (гитара)
- 1990 - Ирина «Шейла» Назарова (барабаны, умерла в 2012 году)

## Дискография
1988 — Первый магнитоальбом 

1990 — Второй магнитоальбом 

1991 — «Full Moon Fever» (SNS) 

1992 — «Железный марш-1» (Moroz Records) 

1993 — «Metal From Russia» (Moroz Records) 

1995 — «Zombie Television» (SNS). 

1995 — «Железный марш-3» (KTR, студия СОЮЗ) 

1995—1998 — «Русские металлические баллады-2» (KTR, студия СОЮЗ)